# Vorob'ëvy gory (metropolitana di Mosca)
Vorob'ëvy gory (in russo Воробьёвы го́ры?), che letteralmente significa Collina dei passeri, è una stazione della Linea Sokol'ničeskaja, la prima linea della Metropolitana di Mosca. Il suo nome ha origine da un'area sopraelevata rispetto alle zone circostanti della "La Collina dei Passeri".

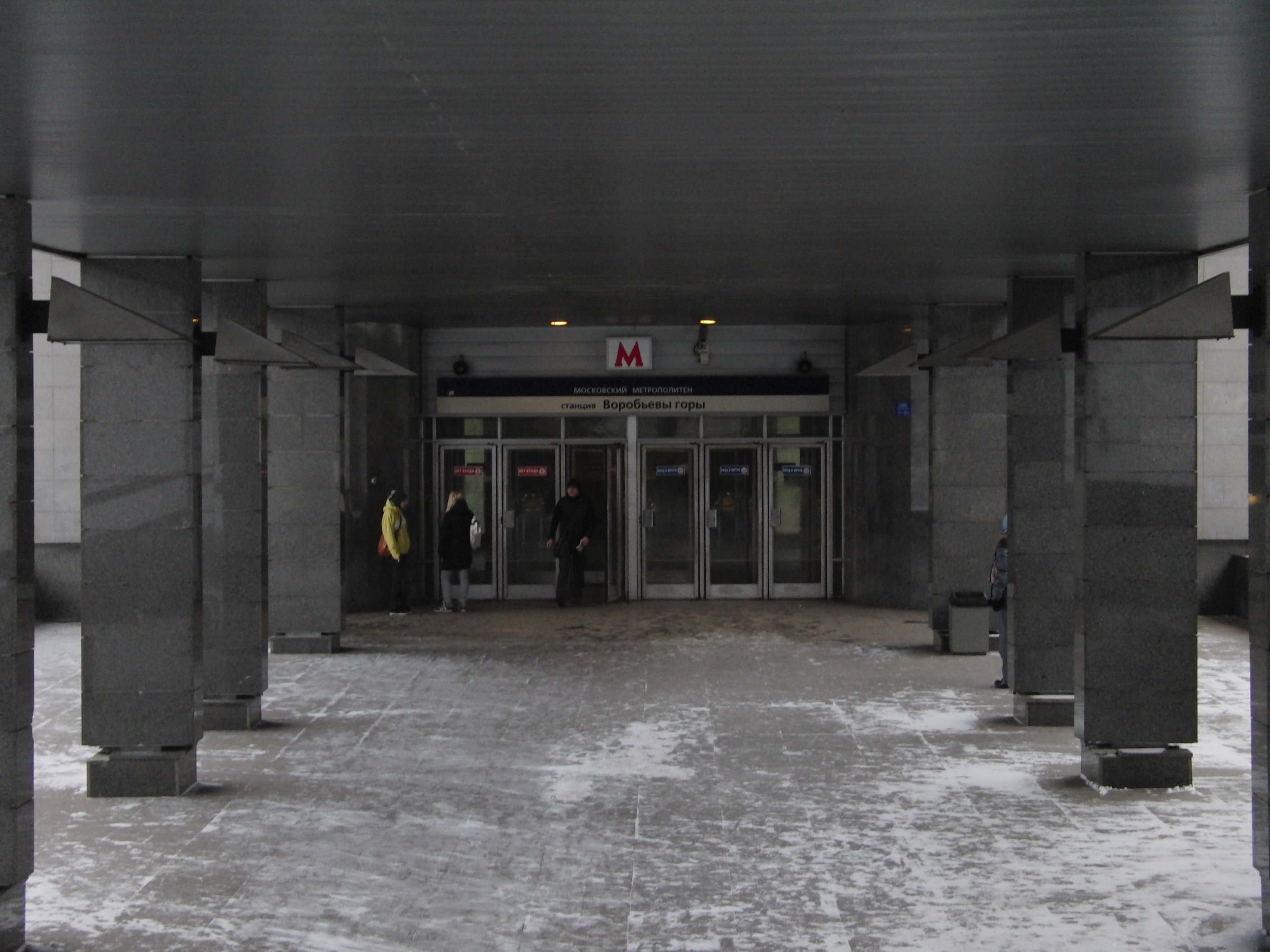
Vista dell'esterno

Costruita nei piano inferiore di un ponte, è una stazione unica in città. Con una banchina di 270 metri, è la fermata più lunga della rete, in quanto necessita di avere accessi da entrambe le parti del fiume. Vorob'ëvy gory è anche la stazione più elevata rispetto al livello del suolo, infatti si trova a 15 metri da terra; oltre le sue dimensioni, Vorob'ëvy gory è notevole anche in quanto è l'unica stazione a presentare finestre.
Il ponte, conosciuto come Ponte della Metropolitana di Lužniki, o semplicemente Metromost, si estende sulla Moscova, e fu costruito nel 1958. Gli architetti furono M.P. Bubnov, A.S. Markelov, M.F. Markovskij, A.K. Ryžkov, e B.I. Tchor. Tuttavia, nel 1983, il ponte fu chiuso a causa delle cattive condizioni in cui versava, e venne chiusa temporaneamente anche la stazione di Vorob'ëvy Gory (che all'epoca aveva nome Leninskie Gory): i treni furono dirottati su ponti provvisori lungo il Metromost. 18 anni dopo, il 14 dicembre 2002, la stazione rinnovata e con il nuovo nome fu riaperta al pubblico.